# Pseudocyclosorus pseudofalcilobus
Pseudocyclosorus pseudofalcilobus är en kärrbräkenväxtart som beskrevs av W. M. Chu. Pseudocyclosorus pseudofalcilobus ingår i släktet Pseudocyclosorus och familjen Thelypteridaceae. Inga underarter finns listade.